# Фараки, Хоссейн
Хоссейн Фараки (перс. حسین فرکی‎; род. 22 марта 1957, Тегеран) — иранский футболист и футбольный тренер. Известен по выступлениям за тегеранские ПАС и «Персеполис», эмиратский «Аль-Шааб» и сборную Ирана.

## Карьера игрока

### Клубная карьера
Хоссейн Фараки начинал свою карьеру футболиста в 1976 году в тегеранском клубе ПАС, за который и провёл большую её часть.  В составе этой команды он дважды становился чемпионом Ирана (в сезонах 1976/77 и 1977/78). Он был лучшим бомбардиром 1978/79, который не был закончен из-за политических событий в стране.
Фараки также выступал за эмиратский «Аль-Шааб», в то время когда его возглавлял Хешмат Мохаджерани.

### Карьера в сборной
Хоссейн Фараки играл за сборную Ирана, в том числе и на чемпионате мира 1978 года, где он принял участие во всех трёх матчах своей команды. Фараки также занял третье место со сборной Ирана на Кубке Азии 1980 года в Кувейте.

## Тренерская карьера
Хоссейн Фараки начинал свою тренерскую карьеру в качестве помощника главного тренера клуба ПАС. Он работал там под началом таких специалистов как Эбрахим Гасемпур, Фируз Карими и Биджан Золфагарнасаб. После шести лет в качестве ассистента Фараки стал исполняющим обязанности главного тренера ПАС после отставки Гасемпура в 2000 году. Он оставался на посту до окончания чемпионата 1999/00, по итогам которого ПАС занял седьмое место. Фараки покинул клуб после прихода в команду главного тренера Фархада Каземи.
Затем он работал помощником главного тренера сборной Ирана, в период когда её возглавлял хорватский специалист Бранко Иванкович. Также Фараки занимал должность главного тренера молодёжной сборной Ирана с 2003 по 2006 год. В 2010 году тегеранский «Кавех» под его руководством вышел в Лигу Азадеган. 1 июля того же года он возглавил «Нафт Тегеран», дебютировавшего в Про-лиге. По итогам первого сезона клуб сохранил место в лиге, а в следующем — и вовсе стал пятым. Фараки не стал продлевать контракт с «Нафт Тегераном», подписав 5 июня 2012 года двухлетнее соглашение с клубом «Фулад». Под его руководством команда впервые за долгое время смогла завоевать путёвку в Лигу чемпионов АФК, заняв четвёртое место в Про-лиге 2012/13. Фараки привёл «Фулад» к титулу чемпиона Ирана в сезоне 2013/14, после чего оставил свой пост из-за необходимости провести операцию на колене.
9 сентября 2014 года Фараки был объявлен главным тренером «Сепахана», с которым он заключил двухлетнее соглашение. Под его руководством команда стала чемпионом Ирана в первом же сезоне. 30 мая 2015 года он продлил контракт с клубом до 2018 года, но 1 ноября 2015 года после серии неудачных результатов был снят со своего поста.

## Статистика

### Голы за сборную Ирана
| #  | Дата            | Город           | Соперник          | Итог | Турнир                            |
| -- | --------------- | --------------- | ----------------- | ---- | --------------------------------- |
| 1  | 22 апреля 1977  | Шираз, Иран     | Саудовская Аравия | 2:0  | квалификация чемпионата мира 1978 |
| 2  | 1 октября 1977  | Тегеран, Иран   | Венгрия           | 3:1  | товарищеский матч                 |
| 3  | 11 мая 1978     | Тулуза, Франция | Франция           | 1:2  | товарищеский матч                 |
| 4  | 27 февраля 1980 | Сингапур        | Китай             | 2:2  | квалификация Олимпийских игр 1980 |
| 5  | 1 марта 1980    | Сингапур        | Сингапур          | 3:0  | квалификация Олимпийских игр 1980 |
| 6  | 1 марта 1980    | Сингапур        | Сингапур          | 3:0  | квалификация Олимпийских игр 1980 |
| 7  | 7 марта 1980    | Сингапур        | Индия             | 2:0  | квалификация Олимпийских игр 1980 |
| 8  | 5 августа 1980  | Эль-Айн, ОАЭ    | ОАЭ               | 2:0  | товарищеский матч                 |
| 9  | 5 августа 1980  | Эль-Айн, ОАЭ    | ОАЭ               | 2:0  | товарищеский матч                 |
| 10 | 7 августа 1980  | Абу-Даби, ОАЭ   | ОАЭ               | 3:0  | товарищеский матч                 |
| 11 | 7 августа 1980  | Абу-Даби, ОАЭ   | ОАЭ               | 3:0  | товарищеский матч                 |

### Тренерская статистика

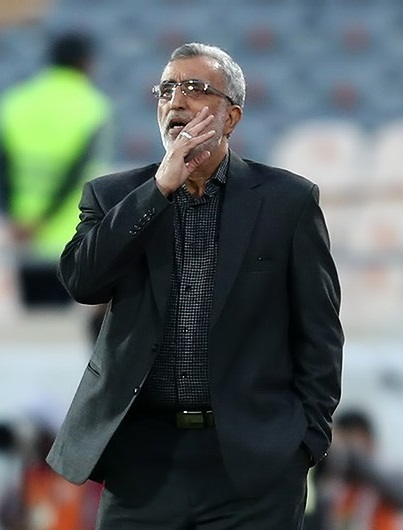
Фараки, главный тренер «Сепахана», в матче против «Персеполиса», 17 марта 2015 года.

| Команда            | Начало работы | Завершение работы | Показатели | Показатели | Показатели | Показатели | Показатели | Показатели | Показатели | Показатели |
| Команда            | Начало работы | Завершение работы | М          | В          | Н          | П          | МЗ         | МП         | РМ         | % побед    |
| ------------------ | ------------- | ----------------- | ---------- | ---------- | ---------- | ---------- | ---------- | ---------- | ---------- | ---------- |
| ПАС Тегеран (и.о.) | май 2000      | октябрь 2000      | 12         | 3          | 6          | 3          | 20         | 21         | −1         | 025,00     |
| Иран (мол.) (и.о.) | май 2004      | декабрь 2004      | 5          | 4          | 0          | 1          | 9          | 3          | +6         | 080,00     |
| Кавех Тегеран      | июнь 2009     | июль 2010         | 50         | 33         | 7          | 10         | 58         | 30         | +28        | 066,00     |
| Нафт Тегеран       | июль 2010     | июнь 2012         | 67         | 20         | 24         | 23         | 77         | 78         | −1         | 029,85     |
| Фулад              | июнь 2012     | июнь 2014         | 86         | 45         | 28         | 13         | 118        | 67         | +51        | 052,33     |
| Сепахан            | сентябрь 2014 | ноябрь 2015       | 42         | 26         | 10         | 6          | 78         | 31         | +47        | 061,90     |
| Сайпа              | июнь 2016     | май 2017          | 33         | 9          | 11         | 13         | 25         | 32         | −7         | 027,27     |
| Итого              | Итого         | Итого             | 308        | 153        | 85         | 70         | 374        | 263        | +111       | 049,68     |

## Достижения

### В качестве игрока
«ПАС Тегеран»
- Чемпион Ирана (3): 1976/77, 1977/78, 1991/92

### В качестве тренера
«Фулад»
- Чемпион Ирана (1): 2013/14

 «Сепахан»
- Чемпион Ирана (1): 2014/15

### Личные
- Лучший бомбардир чемпионата Ирана (1): 1978/79
- Премия Федерации футбола Ирана лучшему тренеру сезона (2): 2013/14, 2014/15
- Лучший тренер Про-лиги (2): 2013/14, 2014/15
- Тренер года в Иране (2): 2014, 2015